# Ahlingen
Ahlingen ist ein Gemeindeteil von Kühlenthal im schwäbischen Landkreis Augsburg in Bayern. 

## Lage
Der Weiler liegt circa zwei Kilometer nordwestlich von Kühlenthal.

## Geschichte
In Ahlingen hatte das Reichsstift St. Ulrich und Afra in Augsburg Landeshoheit, Steuerrecht und Niedergericht inne, die Hochgerichtsbarkeit besaß Österreich.
Mit der Säkularisation in Bayern kam Ahlingen zum Kurfürstentum Bayern und wurde bei der Gemeindebildung Anfang des 19. Jahrhunderts zu Kühlenthal eingemeindet.